# Jacobus Egmondt Austen
Jacobus Egmondt Austen (8 december 1754 – 1 mei 1804) was een Nederlands jurist en politicus. Hij was lid van de Eerste Nationale Vergadering van de Bataafse Republiek en maakte deel uit van de grondwetscommissie.

## Vroege leven
Austen werd geboren op 8 december 1754 in Middelburg. Hij was de zoon van Jacobus Austen en Cornelia Smitman. Hij studeerde aan de Universiteit Utrecht, waar hij op 22 november 1776 een doctoraat in de rechten behaalde. Zijn proefschrift heette Ad statutorum Medioburgensium rubricam XIV de jure succedendi ab intestato, dat hij in 1777 in het Nederlands vertaalde.
In 1776 begon hij als advocaat in Middelburg. Vanaf 1780 was hij commissaris van kleine zaken. In 1795 en 1796 was hij curator van de Latijnse school in Middelburg. Hij heeft ook verschillende wetenschappelijke werken uit het Latijn in het Nederlands vertaald.

## Politieke carrière
In 1795, na de Bataafse Revolutie, werd hij lid van de Gemeenteraad van Middelburg. In mei en juni 1795 was hij lid van de Vergadering van Provisionele Vertegenwoordigers van Zeeland. Na de verkiezingen van 1796 trad hij toe tot de Eerste Nationale Vergadering van de Bataafse Republiek voor het district Middelburg B. Hij was lid van de grondwetscommissie tussen 22 april 1796 en 10 november 1797. In de Vergadering bleef hij onafhankelijk en sloot zich aan bij noch de Republikeinen noch de gematigden.

## Latere leven
Op 2 maart 1804 werd Austen onder curatele gesteld door het gerecht van het departement. Hij overleed in 1804 in Middelburg.

## Persoonlijk leven
Hij maakte deel uit van de Waalse kerk. Hij was ongehuwd.